# Țnori
Tsnori (georgiană წნორი) este un oraș în Georgia.